# نیروگاه سورگوت ۲
نیروگاه سورگوت ۲ (به روسی: Сургутская ГРЭС-2) (روسیه، در ناحیه خودگردان خانتی-مانسی در شهر سورگوت، تأسیس ۱۹۸۵)، بزرگترین نیروگاه روسیه و بزرگ‌ترین نیروگاه گازسوز جهان از نوع سیکل ترکیبی با ظرفیت تولید ۵۵۹۷٫۱ مگاوات است که شامل ۶ واحد ۸۰۰ مگاواتی و ۲ واحد تقریباً ۴۰۰ مگاواتی است.
در دسامبر ۲۰۱۱، با طرح توسعه نیروگاه شامل ساخت ۲ واحد ۳۹۶٫۹ مگاواتی و ۴۰۰٫۲ مگاواتی با هزینه‌ای حدود ۱۹ میلیارد روبل، ظرفیت تولید از ۴۸۰۰ مگاوات به ۵۵۹۷٫۱ مگاوات افزایش یافت.
سوخت اصلی این نیروگاه گاز طبیعی و سوخت پشتیبان نفت گاز (گازوئیل) است. راندمان این نیروگاه با توجه به سیکل ترکیبی بودن، ۵۶ درصد است. ژنراتورها ساخت شرکت جنرال الکتریک است.
نیروگاه سورگوت ۲، یکی از نیروگاه‌های حرارتی بسیار کارآمد روسیه است.